# Witaszewice
Witaszewice [pronunciación en polaco: /vitaʂɛˈvit͡sɛ/] es un pueblo ubicado en el distrito administrativo de Gmina Góra Świętej Małgorzaty, dentro del Distrito de Łęczyca, Voivodato de Łódź, en Polonia central. Se encuentra aproximadamente a 6 kilómetros al noreste de Łęczyca y a 37 kilómetros al norte de la capital regional Łódź.